# Port lotniczy N’Dolo
Port lotniczy N’Dolo (IATA: NLO, ICAO: FZAB) – port lotniczy w Kinszasie, w Demokratycznej Republice Konga. Znajduje się tu główna baza linii lotniczych Air Kasaï.

## Linie lotnicze i połączenia
| Linia Lotnicza              | Kierunek                                  |
| --------------------------- | ----------------------------------------- |
| Kin Avia                    | 1. Bandundu 2. Kikwit 3. Tshimpi 4. Nioki |
| Mission Aviation Fellowship | Czartery: 1. Bokoro 2. Semendua 3. Vanga  |